# Augustin Planque
 (avril 2014).
Augustin Planque, né le 25 juillet 1826 à Chemy et mort le 21 août 1907, est un missionnaire français. Il a dirigé, pendant quarante-huit ans, la Société des missions africaines (SMA), à partir de 1859, à la mort de Mgr de Marion-Brésillac. En 1876, il fonde la congrégation des Sœurs missionnaires de Notre-Dame des Apôtres (NDA).

## Biographie

### Formation
Il naît dans un milieu rural. Après un an passé à Lille, Augustin Planque entre au petit séminaire de Cambrai. Il se noue d’amitié avec Amand-Joseph Fava (futur évêque de Grenoble) et Anselme Bruniaux (futur Père général des Chartreux). Vers la fin de son grand séminaire, il est nommé professeur au collège de Marcq-en-Barœul, puis directeur légal du collège de Bergues. Il est ordonné prêtre le 21 décembre 1850. De Bergues, l'abbé Planque qui était devenu membre de la Société de Saint-Bertin, passe à Marcq, puis au séminaire d’Arras comme professeur de philosophie.

### Entrée aux Missions africaines
Le 23 mars 1856, il lit dans L'Univers un article signé d’un certain Mgr de Marion-Brésillac qui veut fonder une Société pour l’évangélisation des pays les plus abandonnés de l’Afrique. Après deux mois de réflexion, il propose ses services et reçoit, fin mai, cette réponse : « J’aurais besoin de quelques hommes comme vous… ». L'abbé Planque arrive à Lyon le 6 novembre 1856 et découvre un logement exigu, une caisse vide, quelques candidats et un évêque souvent absent. Mgr de Brésillac lui confie la direction du séminaire et le 8 décembre 1856 ils montent avec d’autres à Fourvière pour consacrer à Notre Dame l’Institut naissant. En 1858, les trois premiers missionnaires partent pour la Sierra Leone, suivis en 1859 par trois autres dont Mgr de Brésillac.

### À la tête des Missions Africaines

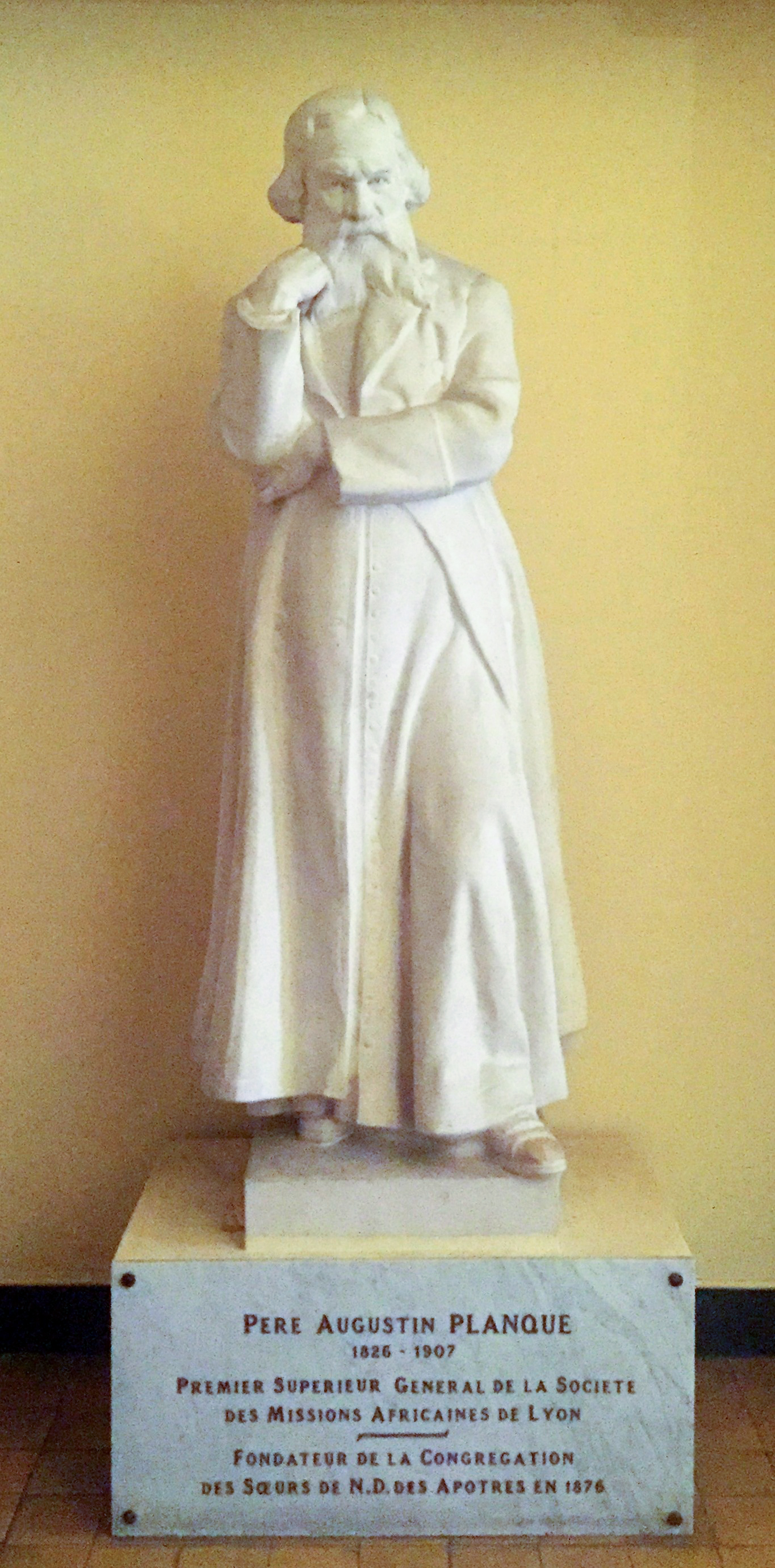
Statue d'Augustin Planque.

En août 1859, c’est « l’incroyable douleur » qui accable le P. Planque quand les lettres de Mgr Kobès et de M. Seignac de Lesseps lui annoncent la mort du fondateur et de ses compagnons à Freetown au Sierra Leone des suites d’une épidémie de fièvre jaune.
L’archevêque de Lyon et d’autres lui conseillent d’abandonner, mais il se souvient des paroles de Mgr de Marion-Brésillac : « si la mer et ses écueils voulaient que cette année fût la dernière, vous seriez là pour que l’œuvre ne fît pas naufrage. » Il part pour Rome et présente au pape Pie IX son rapport sur la catastrophe, en ajoutant aussitôt : « nous continuons ». – « Dieu soit béni, répond Pie IX, l’Œuvre vivra. »
Désormais responsable de la Société des Missions Africaines, le P. Planque renouvelle l’appel de Mgr de Marion-Brésillac et les candidats arrivent. En 1861, rue de la Guillotière, s’ouvre le nouveau séminaire, et la même année, au mois de janvier, partent les premiers missionnaires pour le Dahomey.
Pro-vicaire apostolique sans aucune expérience de l’Afrique noire et sans être évêque, il doit surmonter de nombreuses oppositions. Il se voit même traité « d’incapable qui ne mérite aucun crédit ». Il décide néanmoins de continuer la mission reçue du fondateur et approuvée par l’Église à travers Propaganda Fide.

### Fondateur des Sœurs de Notre-Dame des Apôtres
Dès le début, les premiers missionnaires demandent avec insistance des religieuses pour les aider. Après des essais difficiles avec diverses congrégations françaises, il décide de former lui-même des volontaires pour cette mission particulière. En mai 1876, le noviciat ouvre ses portes aux premières Sœurs de Notre-Dame des Apôtres. Outre les problèmes matériels, il faut organiser l’accueil, la formation, le suivi en Afrique… À ses filles, il va communiquer son idéal : « connaître et aimer Jésus-Christ, pour Le faire connaître et aimer ».

### Au milieu des oppositions
Désormais le Père Planque doit mener de front le gouvernement de deux instituts à travers de nombreuses difficultés. C’est d’abord le souci quotidien des ressources pour les missionnaires en formation et ceux qui sont en Afrique. Toute sa vie, le P. Planque va tendre la main en s’imposant notamment d’épuisantes quêtes à travers la ville de Lyon. Mais il affronte bien d’autres soucis. En 1870, la France connaît une vague d’anticléricalisme, et une loi supprime toutes les congrégations. Le P. Planque sauve ses Instituts en soulignant le caractère civilisateur de l’œuvre missionnaire. En 1876, ce sont des confrères de Nice et du Cap (Afrique du Sud) qui montent une cabale contre lui, l’accusant d’incompétence. Même l’archevêque de Lyon en vient à douter de ses capacités. Le P. Planque en est profondément meurtri et il envisage de donner sa démission. Mais soutenu et encouragé par son ami Mgr Fava, évêque de Grenoble, il persiste.

### Deux Instituts solidement constitués
Le P. Planque doit aussi travailler à l’élaboration des constitutions qui demandent de longues discussions avec la Propaganda Fide. C’est seulement le 1er novembre 1890 qu’elles reçoivent le décret de louange et elles ne parviennent dans les missions qu’à l’été 1891. Elles suscitent un tollé : « ces constitutions sentent le despotisme et la tyrannie ». On rend le P. Planque responsable du retard et on l’accuse d’avoir trahi l’esprit du fondateur. Les contestations se succèdent jusqu’à l’approbation finale, le 23 août 1900. Les constitutions des Sœurs de Notre-Dame d'Afrique sont approuvées le 27 juin 1904.
Malgré tous les obstacles, la SMA grandit. En 1891, le Père Chausse est nommé vicaire apostolique du Bénin. Il est le premier évêque SMA après le fondateur. Le 28 août 1900, la célébration du jubilé sacerdotal du P. Planque consacre la reconnaissance unanime de son travail. En janvier 1902, Mgr Pellet, successeur de Mgr Chausse, prend ses fonctions de vicaire général.
Il meurt le 21 août 1907 et il est inhumé à la colline de Fourvière. Ses restes sont transférés en 1927 au séminaire des Missions Africaines, cours Gambetta, à Lyon, où ils se trouvent toujours.

### Articles
- Jean Comby, « Formation, esprit et méthodes missionnaires de la Société des Missions Africaines de sa fondation à 1914 », Histoire, monde et cultures religieuses, no 2,‎ 2007, p. 11-29 (lire en ligne)
- Claude-Marie Échallier, « Augustin Planque (1826-1907) la ténacité au service des missions africaines », Histoire, monde et cultures religieuses, no 2,‎ 2007, p. 31-44 (lire en ligne)
- Claude-Marie Echallier et Marta Pettenazzo observent le P. Planque : http://ndapotres.free.fr/article.php?id_article=81